# Ascalorphne leisewitzi
Ascalorphne leisewitzi is een insect uit de familie van de vlinderhaften (Ascalaphidae), die tot de orde netvleugeligen (Neuroptera) behoort. 
Ascalorphne leisewitzi is voor het eerst wetenschappelijk beschreven door Navás in 1911.